# جارمن
جارمن المحدودة (بالإنجليزية: Garmin Ltd)‏ - هي الشركة لمجموعة من الشركات تأسست في عام 1989 من قبل غاري باريل (بالإنجليزية: Gary Burrell)‏ ومين كاو (بالإنجليزية: Min Kao)‏ (ومن هنا جاء اسم جارمن (بالإنجليزية: GarMin)‏)، في لينيكسا بكانساس بالولايات المتحدة، ومقرها في أولاثي بكانساس. التي تطور أنظمة الملاحة للمستهلك، وشركات الطيران، والتكنولوجيات البحرية لنظام تحديد المواقع العالمي.

## الخرائط
يعتبر نظام جارمن للخرائط أحد أفضل انظمة الخرائط في العالم وهي واحده من الشركات الرائدة عالمياً في تزويد اجهزه الخرائط بالأقمار الصناعية للملاحة البحرية والطرق .
توظف جارمن أكثر من 14500 موظف في 65 مكتب حول العالم وتنتج اجهز الملاحة والساعات الذكية وخرائط السيارات وكذالك اجهزه الملاحة الجوية.

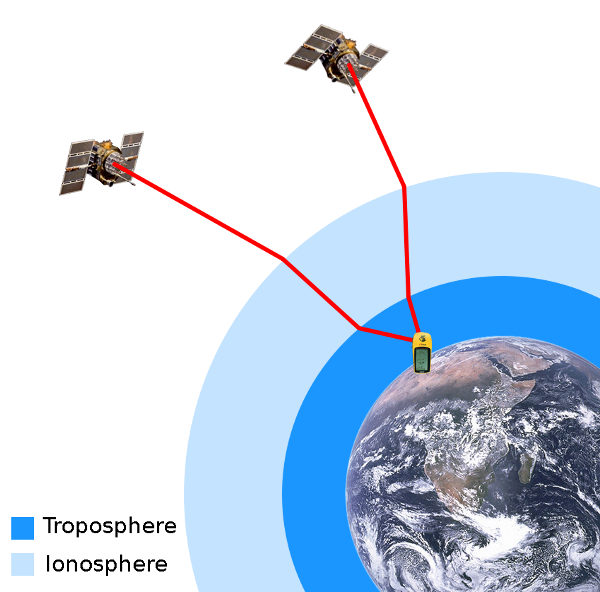

## الرعاية الرياضية
تطور جارمن العديد من الاجهزة الرياضية مثل الساعات الرياضية المزودة بحساسات قياس النبض وضغط الدم ولديها العديد من المنتجات بأستعمالات مختلفة لكل رياضة كالسباحة والجري و رفع الاثقال وركوب الدراجة.

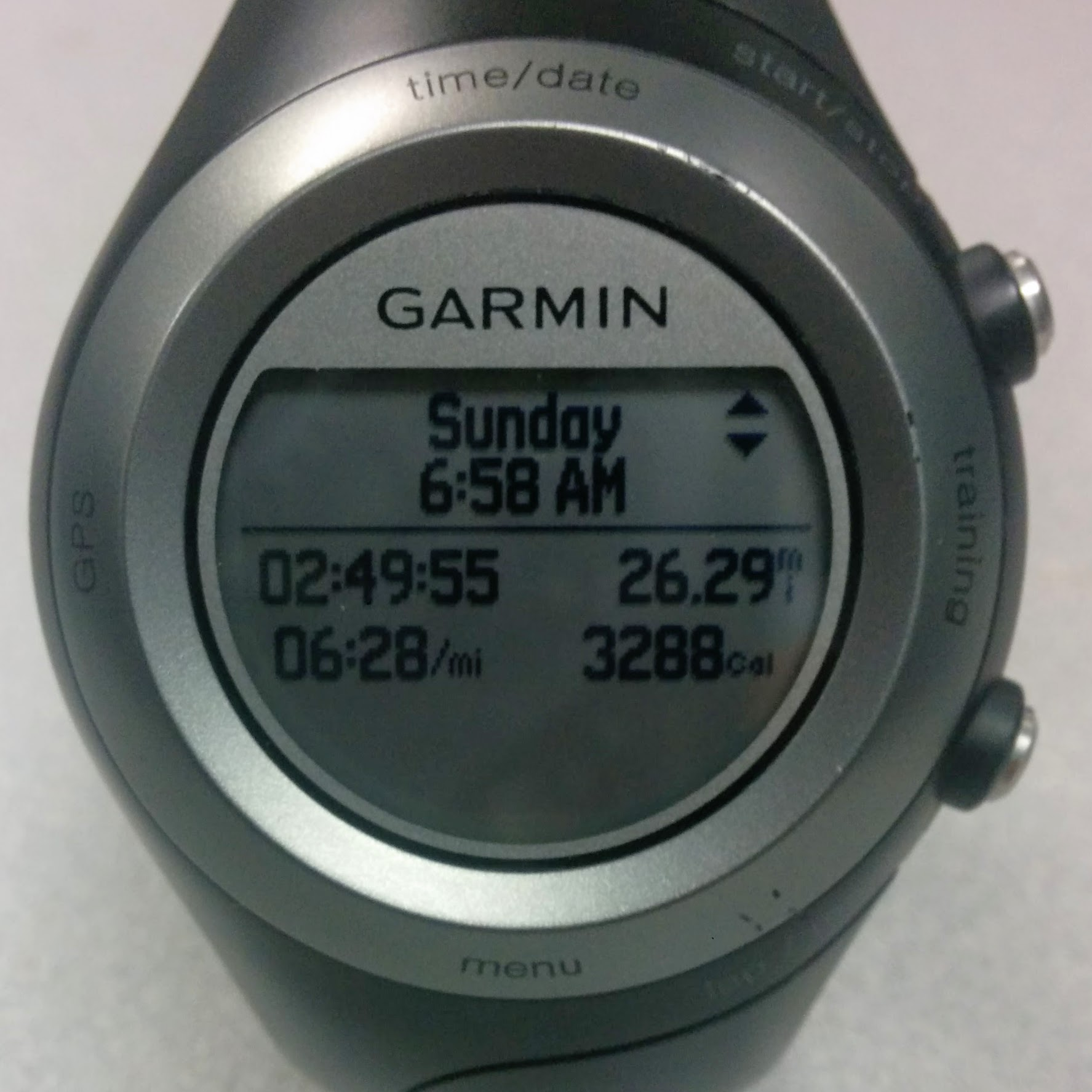

## وصلات خارجية
- Garmin Company web page
- Garmin UK
- Garmin Australia
- Garmin's Report a Map Error page
- NAVTEQ Map Reporter نسخة محفوظة 29 يوليو 2015 على موقع واي باك مشين.